# 莫登エイ
莫 登瀛（ばく とうえい、マク・ダン・ゾアン、ベトナム語：Mạc Đăng Doanh ? - 1540年2月22日）は、ベトナム莫朝の2代皇帝。廟号は莫太宗（Mạc Thái Tông マク・タイ・トン）。莫登庸の子。

## 生涯
生年未詳で、誕生地も未詳である。莫朝の初代皇帝の莫登庸の子として誕生する。1529年に父が退位の後、1530年に皇帝に就いた。
皇帝就任後、黎朝を受け継ぐ法令を整備し、軍隊に入った者に租税を免税する政策を行使し、莫朝が最も栄えた時期を創った。また、1540年に没するに伴って、子の莫福海が即位した。

## 系譜

### 兄弟
- 莫正中
- 莫福山
- 莫仁甫
- 莫光啓
- 莫仁広
- 莫大慶
- 莫大用（早世）

### 男子
- 莫福海
- 莫福滋
- 莫敬典
- 莫履禅
- 莫履和
- 莫協泰
- 莫敦譲
- 莫景貺